# Václav Švejcar
Václav Švejcar (né le 12 juillet 1962 à Písek et mort le 25 décembre 2008 à Písek) est un peintre tchèque, auteur d'images méditatives.
Bien qu'il soit un artiste autodidacte, il est parmi les artistes d'images méditatives les plus connus et les plus populaires en République tchèque.

## Biographie

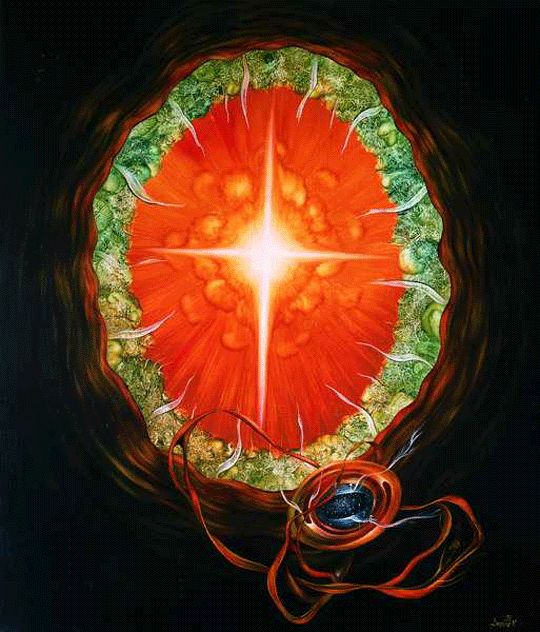

Il apprit le métier de mécanicien pour les bateaux (1980), passa son baccalauréat dans le lycée technique de Strakonice (1983) et étudia à la faculté industrielle de la Haute École Technique de Prague (1990).
Travaillant comme capitaine, en 1991 pendant une crise d'appendicite sur les côtes du Liberia (Afrique) il fit l'expérience d'une mort clinique, ce qui changea profondément sa conception de la vie et sa manière de voir la vie. Pour exprimer ses visions, il commença à peindre des images méditatives et la même année, il abandonna sa profession et commença à peindre à temps plein. Son intention est de donner au public une énergie calme et harmonieuse et inspirer les spectateurs de ses tableaux à suivre leur propre voie spirituelle.

## Œuvres
À partir de 1991 Václav Švejcar a réalisé de multiples expositions particulières dans toute la République tchèque, en 1991 aussi à New York. Il a également participé à de nombreuses expositions collectives, autant en république tchèque qu'en Allemagne (1990),en Autriche (1996, 1997 et 2004) ainsi qu'en Floride, États-Unis (2006). Ses images apparaissent aussi dans divers magazines, dans des livres et sur les couvertures de CD de musique spirituelle.

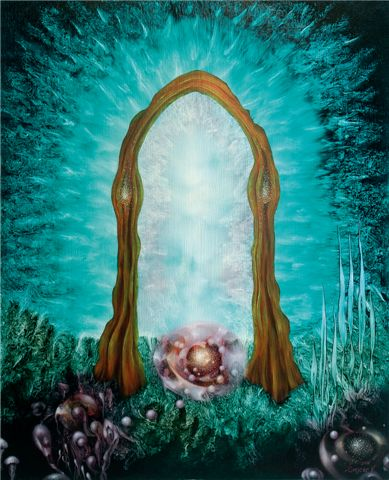
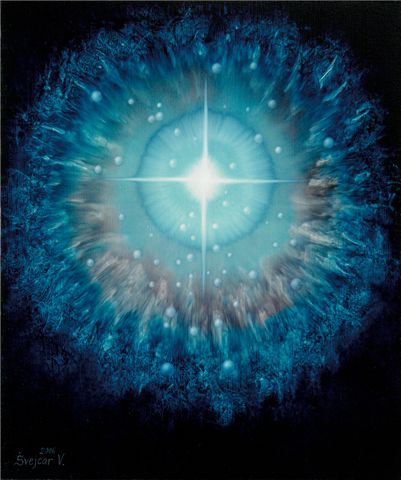
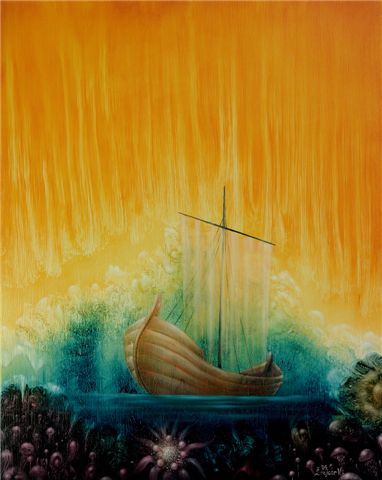

## Sources
Funk, Karel: Tři duše naboso.Meditace nad duchovní cestou. (Táňa Fišerová, Dana Majdová, Václav Švejcar). Olomouc: Fontána, 2002. 254p.  (ISBN 9788086179896).